# Cảnh Cốc
Huyện tự trị dân tộc Di-Thái Cảnh Cốc (chữ Hán giản thể: 景谷傣族彝族自治县, âm Hán Việt: Cảnh Cốc Di tộc Thái tộc tự trị huyện) là một huyện thuộc địa cấp thị Phổ Nhĩ, tỉnh Vân Nam, Cộng hòa Nhân dân Trung Hoa. Huyện này có diện tích 7.550 km², dân số năm 2003 là 290.000 người. Chính quyền huyện đóng ở trấn Uy Viễn.

## Phân chia hành chính
Về mặt hành chính, huyện này được chia thành 4 trấn và 6 hương:
- Trấn: Uy Viễn, Vĩnh Bình, Chính Hưng, Dân Lạc
- Hương: Phượng Sơn, Cảnh Cốc, Bán Pha, Mạnh Ban, Bạch San và Ích Trí.